# Lavender (Schiff)
Die Lavender (らべんだあ) ist ein 2017 in Dienst gestelltes Fährschiff der japanischen Reederei Shin Nihonkai Ferry. Sie wird auf der Strecke von Niigata nach Otaru eingesetzt.
Von 1991 bis 2004 war Ferry Lavender ihr Namensvorgänger bei der Reederei.

## Geschichte
Die Lavender wurde am 10. Mai 2016 in Auftrag gegeben und noch im selben Monat unter der Baunummer 1196 in der Werft von Mitsubishi Heavy Industries in Shimonoseki auf Kiel gelegt. Der Stapellauf des Schiffes erfolgte am 9. September 2016, die Ablieferung an Shin Nihonkai Ferry im März 2017. Am 9. März nahm die Lavender den Fährdienst von Niigata nach Otaru auf. Ergänzt wurde sie hierbei im Juni 2017 von dem baugleichen Schwesterschiff Azalea.

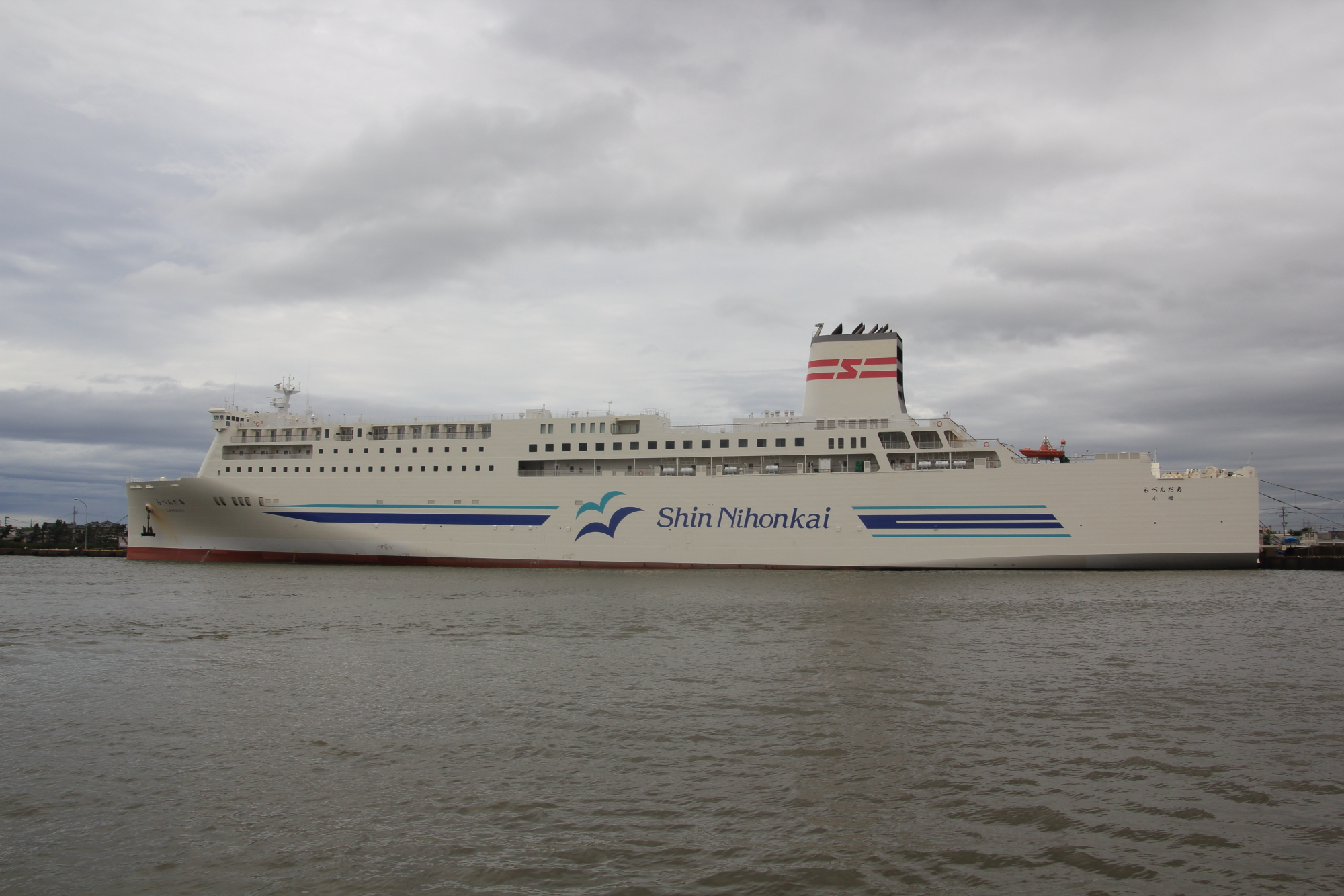
Die Lavender nach dem Scrubber-Einbau, Juni 2020

Wie ihr Schwesterschiff erhielt auch die Lavender im Februar 2020 bei Mitsubishi Heavy Industries in Nagasaki Scrubber für eine niedrigere Schwefelemission. Äußerlich ist dieser Umbau durch den nun eckigen anstatt zuvor abgerundeten und auch kleineren Schornstein erkennbar.
Zur Passagiereinrichtung des Schiffes gehören öffentliche Räumlichkeiten wie ein Cafe, ein Grillrestaurant, ein Bordgeschäft, Sport- und Wellnessbereiche, ein Kinderzimmer, Lounges sowie ein Raucherzimmer. Die auf größeren japanischen Fähren fast immer zu findenden Badehäuser (Sentō) sind auf Deck 6 untergebracht. Der Hauptspeisesaal der Lavender fasst 156 Personen. Die Unterbringung der Fahrgäste reicht je nach Kategorie von Schlafsälen über Schlakojen bis hin zu Privatkabinen und 24 Suiten.